# Zapędowo
Zapędowo – wieś  w Polsce, położona w województwie pomorskim, w powiecie chojnickim, w gminie Czersk.
W latach 1975–1998 miejscowość administracyjnie należała do województwa bydgoskiego.
Wieś borowiacka, na obszarze Tucholskiego Parku Krajobrazowego, stanowi sołectwo gminy Czersk.
Sołectwo Zapędowo, charakterystyka:
położone na południowy zachód od Czerska przy drodze Rytel - Raciąż;
miejscowości należące do sołectwa: Zapędowo, Nowy Młyn, Gartki, Lutom, Lutomski Most, Brda,                                                            Czerska Struga, Suszek, Kosowa Niwa, Żukowo;
powierzchnia sołectwa wynosi 4747 ha;
liczba ludności: 419 (stan na 12 marca 2019 r.)